# Capophanes conspersa
Capophanes conspersa är en insektsart som beskrevs av Banks 1938. Capophanes conspersa ingår i släktet Capophanes och familjen myrlejonsländor. Inga underarter finns listade i Catalogue of Life.